# メイド・イン・USA
『メイド・イン・USA』（-ユーエスエー、英語 Made in USA）は、1966年（昭和41年）製作のジャン＝リュック・ゴダール監督によるフランスの長篇劇映画である。

## 概要
1966年、ゴダールは、本作と『彼女について私が知っている二、三の事柄』、オムニバス『愛すべき女・女たち』の一篇『未来展望』の3作を撮影している。本作は、実際のモロッコの左翼政治家失踪事件「ベン・バルカ事件」をヒントに、リチャード・スターク（ドナルド・E・ウェストレイクの別名）が書いた小説『悪党パーカー/死者の遺産』（原題 The Jugger）を原作として、ゴダールが脚本を書いた。
歌手のマリアンヌ・フェイスフル、作家・映画監督のフィリップ・ラブロが本人役で登場するほか、役名に、ドナルド・シーゲル（映画監督ドン・シーゲル）、リチャード・ウィドマーク（俳優）、オルドリッチ警部（映画監督ロバート・オルドリッチ）、ドリス・ミゾグチ（映画監督溝口健二）等、映画監督の名がフィーチャーされている。映画の舞台となる都市は「アトランチック・シティ」で、小説家のレイモンド・チャンドラーの作品に登場する架空都市の名を引用している。

## ストーリー
物語の舞台は現在から2年後、「アトランチック・シティ」にポーラ・ネルソン（アンナ・カリーナ）が到着する。昔の愛人リシャール・ポリツェール（声・ジャン＝リュック・ゴダール）からの電報で呼ばれたからだが、リシャールはすでに心臓麻痺で死んでいた。
リシャールの死をめぐって、有象無象がポーラに接近し、リチャード・ウィドマーク（ラズロ・サボ）とドナルド・シーゲル（ジャン＝ピエール・レオ）がポーラを監視する。接近してきた有象無象のうち、エドガール・ティフュス（エルネスト・メンツェル）、ドリス・ミゾグチ（小坂恭子）が殺される。
リシャールは、週刊誌の論説主幹であったが、党の指導者でもあったことから暗殺されたのだ。アトランティック・シティの前市長も同様に暗殺されている。やがてリシャールを暗殺した犯人は、リチャード・ウィドマークとドナルド・シーゲルだとわかる。ポーラは、デイヴィッド・グーディスとともに事件を解決する。

## スタッフ
- 監督・脚本 : ジャン＝リュック・ゴダール
- 原作 : リチャード・スターク
- 音楽 : ルートヴィヒ・ヴァン・ベートーヴェン、ロベルト・シューマン
- 撮影 : ラウール・クタール
- 録音 : ルネ・ルヴェール
- 編集 : アニエス・ギュモ
- スクリプター : シュザンヌ・シフマン
- 助監督 : シャルル・L・ビッチ、ジャン＝ピエール・レオ、クロード・バッカ
- プロデューサー : ジョルジュ・ド・ボールガール
- 製作 : ローマ＝パリ・フィルム、アヌーシュカ・フィルム、SEPIC

## キャスト
- ポーラ・ネルソン：アンナ・カリーナ（吹替:北村昌子）
- ドナルド・シーゲル：ジャン＝ピエール・レオ（吹替:三ツ矢雄二）
- リチャード・ウィドマーク：ラズロ・サボ（吹替:山田康雄）
- 本人役：マリアンヌ・フェイスフル
- デイヴィッド・グーディス：イヴ・アフォンソ

ノンクレジット アルファベット順
- マリアンヌ・フェイスフルといる男：クロード・バッカ
- 警官：ダニエル・バール
- リチャード・ニクソン：ジャン＝ピエール・ビエス
- オルドリッチ警部：ジャン＝クロード・ブイヨン
- ビル・ポスター：フェルナン・コケ
- バーマン：マルク・デュディクール
- バーにいる作業員：レモ・フォルラニ
- 歯科助手：エリアーヌ・ジョヴァニョリ
- リシャール・ポリツェール：ジャン＝リュック・ゴダール
- ロバート・マクナマラ：シルヴァン・ゴーデ
- 包帯をした女：アンヌ・ゲガン
- ドリス・ミゾグチ：小坂恭子 (女優)
- 本人役：フィリップ・ラブロ
- ポーラに情報を渡す女：リタ・メイデン
- エドガール・ティフュス[3]：エルネスト・メンツェル
- 歯科医：ミゲル
- 取調官：ジャン＝フィリップ・ニエルマン
- ホテルの客室メイド：ダニエル・パルメロ
- 犬を連れた女：マリカ・ペリオリ
- ノートと赤電話を手にした男：アレクシス・ポリアコフ
- 田舎のジャーナリスト：イザベル・ポンス
- 警官：フィリップ・プーザン
- コルヴォ博士：ロジェ・シピオン

## 評価
レビュー・アグリゲーターのRotten Tomatoesでは20件のレビューで支持率は85%、平均点は7.60/10となった。

## 関連事項
- ジャン＝リュック・ゴダール監督作品一覧
- フィリップ・ラブロ （en:Philippe Labro）

## 註
1. ↑  allcinemaサイト内の記事「メイド・イン・USA」の記述を参照。
2. ↑  キネマ旬報DBサイト内の記事「メイド・イン・U.S.A.」の記述を参照。
3. ↑  チフスの意
4. ↑  “Made in U.S.A.”. Rotten Tomatoes.   Fandango Media. 2022年9月19日閲覧。